# Archibald Campbell, 9. Earl of Argyll

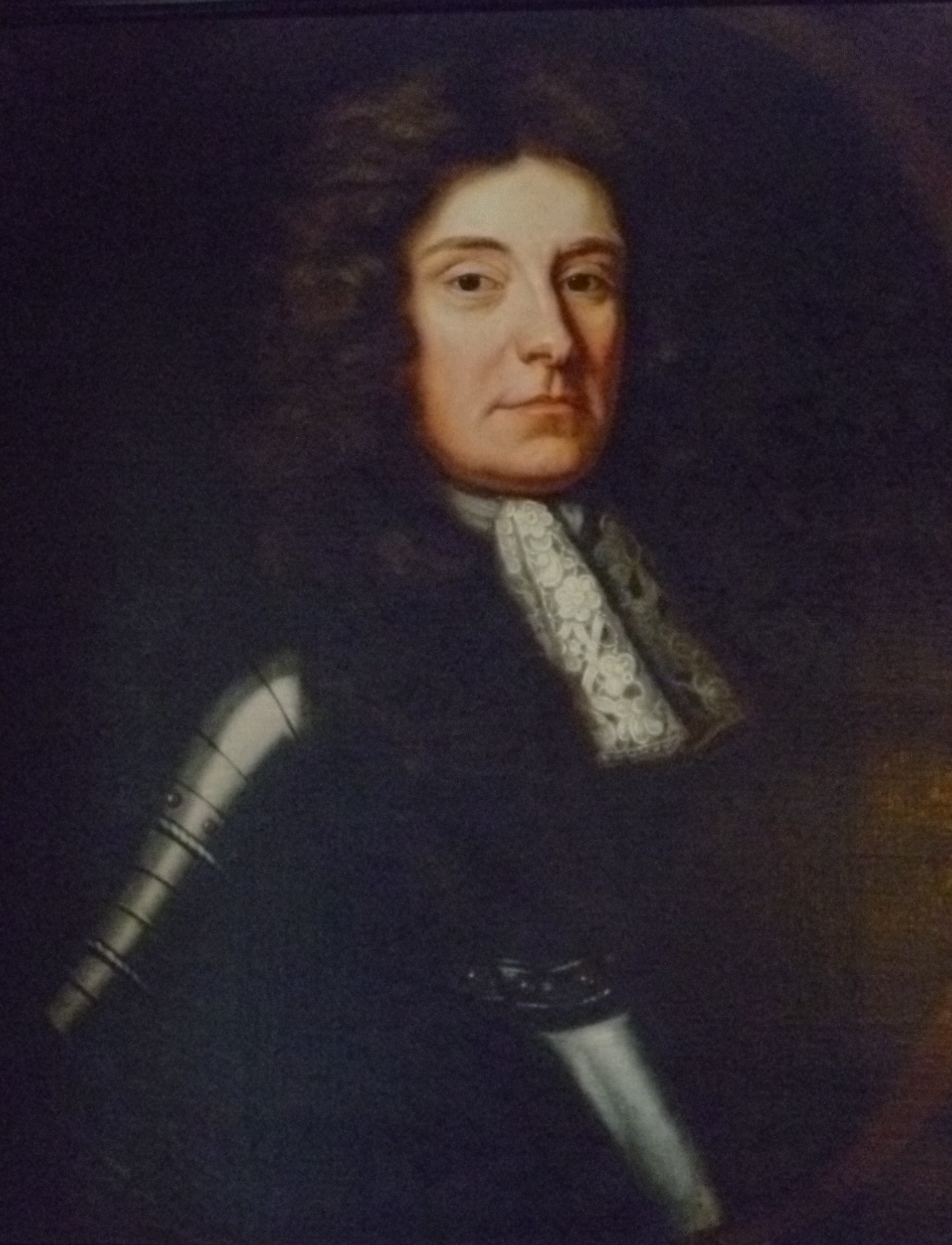
Archibald Campbell, 9. Earl of Argyll

Archibald Campbell, 9. Earl of Argyll (* 26. Februar 1629; † 30. Juni 1685 in Edinburgh) war ein schottischer Adliger und Politiker.

## Leben
Archibald Campbell entstammte dem Clan Campbell. Er war der älteste Sohn des Archibald Campbell, 1. Marquess of Argyll aus dessen Ehe mit Lady Margaret Douglas, Tochter des William Douglas, 7. Earl of Morton. Als Heir apparent seines Vaters führte er ab 1638 den Höflichkeitstitel Lord Lorne.
Als Colonel der Gardeinfanterie kämpfte er im Bürgerkrieg auf Seiten der Karls II. in den Schlachten von Dunbar (3. September 1650) und Worcester (3. September 1651). 1654 wurde er als royalistischer Lieutenant-General ausdrücklich von Cromwells Act of Pardon and Grace ausgenommen. Später unterwarf er sich und musste eine Kaution von 5.000 £ stellen.
Nach der Restauration Karls II. wurde zunächst sein Vater wegen Hochverrats inhaftiert und im Mai 1661 hingerichtet. Parallel wurde auch er inhaftiert und am 26. August 1662 wurde er zum Tode verurteilt. Am 4. Juni 1663 wurde er jedoch freigelassen. Am 16. Oktober 1663 erhielt er die Ländereien und Adelstitel seines Vaters als 9. Earl of Argyll, 10. Lord Campbell, 9. Lord Lorne und 3. Lord Kintyre zurück, die diesem 1661 aberkannt worden waren. Er wurde dadurch Mitglied des schottischen Parlaments. Am 28. Oktober 1663 wurde er als Fellow in die Royal Society und am 9. Juni 1664 in den schottischen Kronrat aufgenommen. Vom 11. Juli 1674 bis November 1681 bekleidete er das Amt eines Laienrichters am Court of Session.
Am 19. Dezember 1681 wurde er wegen Hochverrats zum Tode verurteilt, weil er sich weigerte, den Test Act zu unterzeichnen. Ihm gelang die Flucht aus Edinburgh Castle, verkleidet als Page, der die Schleppe seiner Stieftochter Lady Sophia Lindsay hielt, und floh nach Holland. In Abwesenheit wurde geächtet und seine Titel und Ländereien wurden eingezogen. Er war General der kleinen Streitmacht, die zur Unterstützung der Monmouth Rebellion am 17. April 1685 in Schottland landete. In Inchinnan wurde er nach einem kurzen und unrühmlichen Feldzug gefangen genommen und schließlich am 30. Juni 1685 in Edinburgh wegen Hochverrats hingerichtet.

## Ehen und Nachkommen
In erster Ehe heiratete er am 13. Mai 1650 Lady Mary Stewart († 1668), Tochter des James Stewart, 4. Earl of Moray. Mit ihr hatte er vier Söhne und drei Töchter:
- Lady Mary Campbell (* 1657);
- Archibald Campbell, 1. Duke of Argyll (1658–1703), ⚭ 1678 Elizabeth Tollemache;
- Hon. John Campbell († 1729), Laird of Mamore, Parlamentsabgeordneter, ⚭ 1692 Hon. Elizabeth Elphinstone (1673–1758), Tochter des John Elphinstone, 8. Lord Elphinstone;
- Lady Anne Campbell (um 1658–1734), ⚭ (1) 1678 Richard Maitland, 4. Earl of Lauderdale, ⚭ (2) Charles Stewart, 6. Earl of Moray;
- Lady Jean Campbell († 1712), ⚭ 1685 William Kerr, 2. Marquess of Lothian;
- Hon. Charles Campbell (* um 1660), Parlamentsabgeordneter, ⚭ 1678 Lady Sophia Lindsay († 1698), Tochter des Alexander Lindsay, 1. Earl of Balcarres, ⚭ (2) Bettie Bowles;
- Hon. James Campbell (* um 1661), Laird of Burnbank and Boquhan, Colonel, Parlamentsabgeordneter, ⚭ Hon. Margaret Leslie († 1755), Tochter des David Leslie, 1. Lord Newark.

In zweiter Ehe heiratete er am 28. Januar 1670 Lady Anne Lindsay († 1707), Witwe des Alexander Lindsay, 1. Earl of Balcarres, Tochter des Colin Mackenzie, 1. Earl of Seaforth. Die Ehe blieb kinderlos.
Sein ältester Sohn aus erster Ehe, Archibald, erwirkte 1689 die rückwirkende Aufhebung der Ächtung und erhielt die Titel und Ländereien als 10. Earl of Argyll zurück. 1701 wurde dieser zum Duke of Argyll erhoben.